# Kukačka dvoubarvá
Kukačka dvoubarvá (Centropus nigrorufus) je druh kukačky, která se endemitně vyskytuje na indonéském ostrově Jáva.

## Systematika
Druh formálně popsal francouzský přírodovědec Georges Cuvier v roce 1816. Jedná se o monotypický taxon, tzn. netvoří žádné poddruhy. Na základě molekulárních dat byla za sesterský taxon kukačky dvoubarvé určena kukačka vraní (Centropus sinensis).

## Výskyt

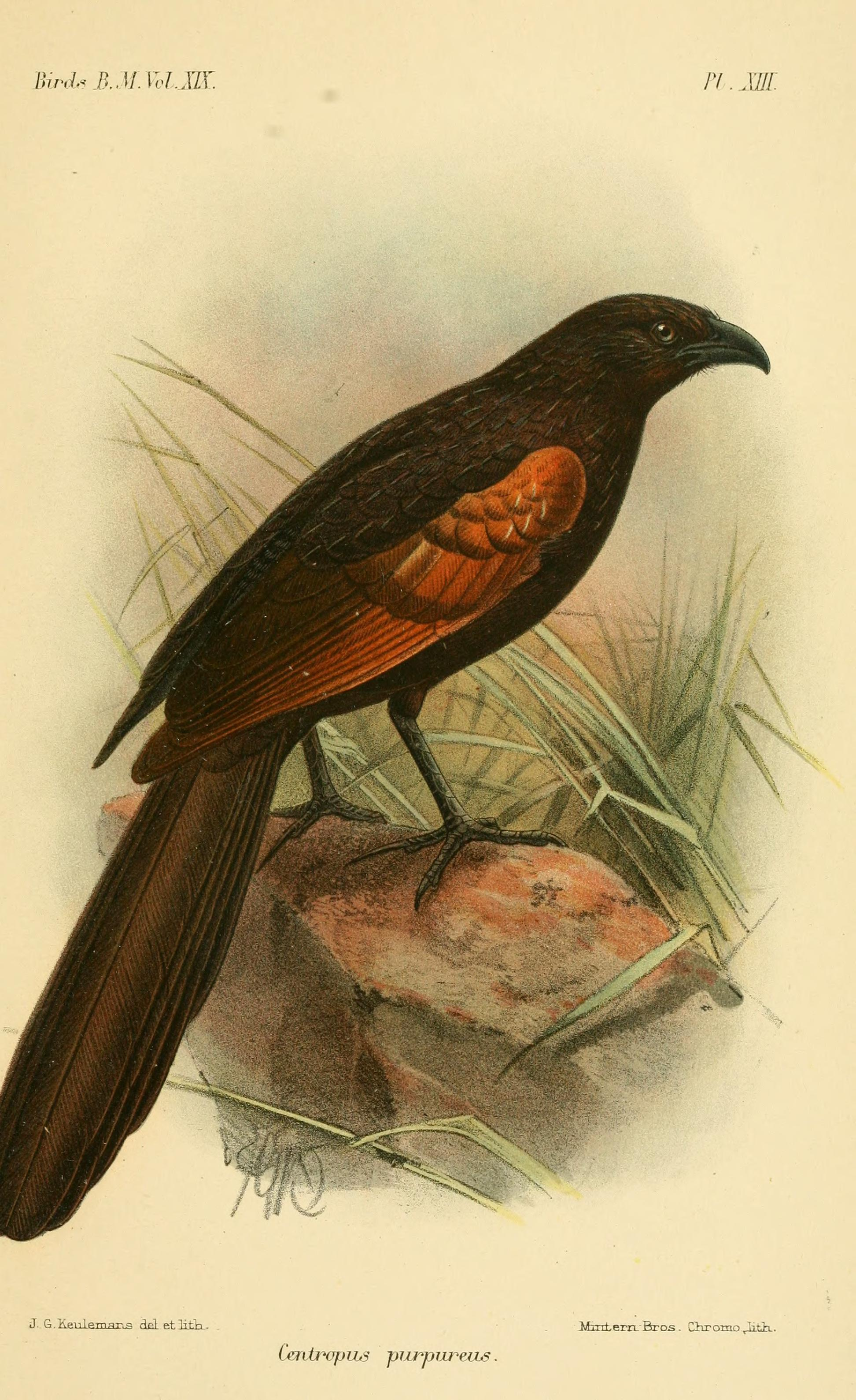
Ilustrace z roku 1891 (John Gerrard Keulemans)

Kukačka dvoubarvá je endemickým druhem Jávy, kde se vzácně vyskytuje ve fragmentovaných populacích v močálovitých lesích přímořských oblastí na severní a jižní části ostrova. Jedná se o stálý druh, typické stanoviště tvoří močály a mangrovy nížin, jimž dominují rostlinná společenstva rodů Acrostichium, Saccharum, Imperata či Nypa. Vyskytuje se na sladkovodních bažinách i v blízkosti brakických vod. Může zalétat i dále do vnitrozemí, kde se může krmit na zrnech mladé rýže.

## Popis
Tato kukačka dosahuje výšky kolem 46 cm. Zobák je dlouhý kolem 40 mm, ocas samce 182–242 mm, u samice dosahuje délky 242– 262 mm. Duhovky jsou červené, zobák a nohy černé. Samec i samice vypadají stejně, i když samice je nepatrně větší. Většina těla je černá, křídelní krovky jsou nápadně červenohnědé. Horní část hřbetu je fialově lesklá. Ocas je výrazně dlouhý, černý, zespoda černý s fialovým odleskem.

## Biologie
Živí se hlavně hmyzem, který sbírá za pochodu poblíž vodních ploch, vysušených částí močálů i ve vysoké trávě. S oblibou sezobne i menší obratlovce jako jsou obojživelníci nebo plazi, výjimečně sežere i menšího savce jako je krysa. Hnízdo si staví z listů trav a kapradí. V průměru má 30 cm a bývá umístěno ve vegetaci několik metrů nad zemí. Samice snáší 1–5 bílých vajec o rozměrech 39×31 mm.

## Ohrožení a početnost
Mezinárodní svaz ochrany přírody (IUCN) považuje druh za zranitelný s klesající populací. Důvodem je hlavně nízká početnost, kterou ohrožuje zánik přirozených stanovišť. Zatímco lesy bývají vysekány a zabrány pro zemědělskou půdu a výstavbu, přirozené močály jsou přeměňovány na rybníky pro chovné ryby. Zbylý vhodný habitat je silně fragmentován. Druh částečně ohrožuje i lov. V minulosti se kukačka chovala a byla dokonce zaznamenána k prodeji na místních trzích. Celková populace se zcela hrubě a předběžně odhaduje na 3500–15 000 jedinců.